# Upravo venčani
Upravo venčani je epizoda Dilan Doga objavljena u Srbiji premijerno u svesci #190. u izdanju Veselog četvrtka. Na kioscima se pojavila 1. septembra 2022. Koštala je 350 din (2,9 €; 3,36 $). Imala je 94 strane.

## Originalna epizoda
Originalna epizoda pod nazivom Oggi sposi objavljena je premijerno u #399. regularne edicije Dilana Doga u Italiji u izdanju Bonelija. Izašla je 29. novembra 2019. Naslovnu stranicu je nacrtao Điđi Kavenađo (Gigo Cavenago). Scenario je napisao Roberto Rekioni, a epizodu su nacrtali Marko Nikoli, Luka Kasalanguida, Nikola Mari, Serđo Gerasi i Anđelo Stano. Koštala je 4,4 €.

## Kratak sadržaj
Prolog: Dilan ne može da zaspi zbog noćnih košmara. Sanja Smrt koja mu objašnjava da je jedino ona izvesna, da će ostati s njim zauvek i da će uskoro sve bit njeno kraljevstvo.
Osam sati pre Apokalipse: Penzionisani insp. Blok priprema Dilana za venčanje u zamku Džona Gousta. U prostoriju ulazi Goust. Za raziku od Dilana koji ima neborjeno dilema, Goust je pribran. Njegova asistentkinja tvrdi da za njega haos suptinski ne postoji.
Jedanaest dana pre Apokalipse. Inspektor Karpenter sedi sam u svojoj sobi. Na podu stoje nekoliko praznih flaša viskija i gomila opušaka. Karpenter izgleda u depresiji nakon što je u jednom od prethonih policijskih obračuna izgubio desnu šaku. U prostoriju ulazi Ranija Rakim, nakon čega njih dvoje vode ljubav.
Sedam i po sati do Apokalipse. Džon Gioust objašnjava Dilanu teoriju fiziku fantastike i teoriju o paralelno univerzumu. (Ideja je prvi put predstavljena u serijalu u epizodi Safara.) Goust potom objašnjava Dilnu kako je iza kulisa sredio Blokov odlazak u penziju i Karpenterovo unapređenje da bi postavio scenu za dolazak Meteora.
Deset dana do Apokalipse. Ranija predlaže Karpenteru da ustanu iz kreveta i krenu na ulice "jer je grad poludeo".
Nedelju dana do Apokalipse. Vampiiri-Nacisti divljaju po ulicama Londona. Karpenter i Ranija pokušavaju da im se suprotstave. Pridružuju im se Dilan i Gručo, a potom Blok, Dženkis i Lord. Nakon pobede, Dilan upoznaje Alis Njuton, za koju odlučuje da se oženi.
Mesec dana do Apokalipse. Dilan i Džon razgovaraju u Džonovom uredu. Goust ubeđuje Dilana da je jedini način da čovečanstvo preživi u nekom drugom univerzumu da se Dilan oženi. Ovim se diskusija vraća na početak epizode kada Dilan tvrdi da je ljubav jedina stvar koju udar Meteora ne može da izbriše (str. 18).
6 sati 45 minuta do Apokalipse. Dilan shvata da je Gručo pomagao Goustu sve vreme da postavi pozornicu za udar Meteora.
Tri sata do Apokalipse. BBC prenosi svečanost venčanja Dilana Doga. Među zvanicama se nalaze mnogi poznati junaci Bonelijevih stripova (Marti Misterija, Mistre No, Dampir, Zagor, Teks Viler...), iz sveta filma (Fredi Kruger), kao i mnogi likovi iz serijala (Hamlin, gđa Trelkovski itd). Alisa u presudnom trenutku odbija da se uda za Dilana jer shvata da ga ne voli iskreno, već da je i dalje zaljubljena u bišeg dečka koji ju je ostavio pšre dve godine. Alis vraća venčani prsten i napušta ceremoniju, ostavljajući sve u čudu.
Sat do Apokalipse. Da bi spasio glavnu Goustovu ideju, Dilan pita Gruča da se uda za njega, na šta ovaj pristaje. Nakon što ih Goust proglkašava mužem i ženom, narednik Gorman (DD #83, 171, 189) izlazi niodakle i ubija Gruča, a Dilan potom pištoljem ubija Gousta. Goust tvrdi da je ovim njegov scenario ispunjen - ljubav se jedina ne može ubiti, što će čovečanstvu omogućiti da preživi u nekom drugom univerzumu. Na travnjaku ispred Goustovog zamka ostaju Dilan, Blok, Karpenter, Ranija, Dženkisn i Goustova sekretarica. Nakon što se uhvate za ruke, Meteor udara o Zemlju.

## Odbrojavanje do udara meteora
Od #178. počelo je zvanično veliko finale i odbrojavane (na naslovnim stranama) do udara Meteora u Zemlju. Iako na koricama piše da ostaje još jedna epizoda do udara Meteora, on praktično udara u poslednjoj sceni ove epizode.  Ovo odbrojavanje traje do #399, tj. #400 originalne serije, tj. do #190-1 Veselog četvrtka. (Veseli četvrtak je već objavio #400 pod nazivom A danas apokalipsa u luksuznom izdanju 19.11.2020. na formatu A4.) Nakon ove epizode, serijal Dilan Doga je resetovan. (Ovo je već drugi Bonelijev junak koji je doživeo reset. Prvi je bio Mister No.)

## Prethodna i naredna epizoda
Prethodna sveska nosila je naslov Ko umre, videće se opet (#189), a naredna A danas, Apokalipsa! (#191).